# 337
Évszázadok: 3. század – 4. század – 5. század
Évtizedek: 280-as évek – 290-es évek – 300-as évek – 310-es évek – 320-as évek – 330-as évek – 340-es évek – 350-es évek – 360-as évek – 370-es évek – 380-as évek
Évek: 332 – 333 – 334 – 335 –  336 – 337 – 338 – 339 – 340 – 341 – 342

## Események

### Római Birodalom
- Flavius Felicianust és Fabius Titianust választják consulnak.
- Húsvét után Constantinus császár megbetegszik. Elindul a Nicomedia melletti gyógyforrások felé, de egy város melletti villában állapota válságosra fordul. Miután Eusebius nicomediai püspök megkeresztelte, a birodalom első keresztény császára május 22-én meghal. Három fia, II. Constantinus, II. Constantius és Constans társuralkodóként követik a trónon. Az örökösödést esetleg veszélyeztető rokonaikat, többek között másodunokatestvéreiket, Dalmatiust és Hannibalianust Constantius hívei meggyilkolják.
- A három császár Viminaciumban találkozik és megosztják egymás között a birodalmat: II. Constantinus a nyugati részt (Britannia, Gallia, Hispania), Constans a középsőt (Italia, Pannonia, Illyria), II. Constantius pedig a keletit kapja. Az Achaeát és Thraciát kormányzó Dalmatius halála után az előbbi Constansé, utóbbi Constantiusé lesz.
- Constantius visszahívja a száműzetésből Athanaszioszt és visszahelyezi az alexandriai egyház élére.
- II. Sápur szászánida király nagy hadsereggel betör a római Mezopotámiába és ostrom alá veszi Niszibiszt. Constantius Antiochiába siet, hogy koordinálja a védekezést.
- A szarmaták betörnek a birodalom területére, de Constans győzelmet arat felettük.
- Február 6-án megválasztják az előző évben meghalt Marcus pápa utódját, I. Gyulát.[1]
- I. Paulust választják Konstantinápoly pátriárkájává.
- III. Mirian király a kereszténységet teszi a kaukázusi Ibéria államvallásává.

### Kína
- Északkeleten a hszienpej Murong Huang megalapítja a Korai Jen királyságot.

## Születések
- Fa-hszien, kínai buddhista szerzetes
- Szent Zenobius, Firenze püspöke

## Halálozások
- május 22. – I. Constantinus római császár, a Római Birodalom első keresztény császára, Konstantinápoly alapítója (* 272)
- szeptember 11. – Iulius Constantius, Constantinus féltestvére
- szeptember 24. – Hannibalianus, Constantinus unokaöccse
- szeptember 27. – Dalmatius, Constantinus unokaöccse

## Fordítás
- Ez a szócikk részben vagy egészben  a(z)   337 című angol Wikipédia-szócikk ezen változatának fordításán alapul.  Az eredeti cikk szerkesztőit annak laptörténete sorolja fel. Ez a jelzés csupán a megfogalmazás eredetét és a szerzői jogokat jelzi, nem szolgál a cikkben szereplő információk forrásmegjelöléseként.